# عرض الخريبة (دوعن)
'

تعديل مصدري - تعديل

عرض الخريبة هي إحدى قرى عزلة صيف بمديرية دوعن التابعة لمحافظة حضرموت، بلغ تعداد سكانها 613 نسمة حسب تعداد اليمن لعام 2004.